# Mielęcin Wałecki
Mielęcin Wałecki – nieistniejący przystanek osobowy w Mielęcinie w Polsce, w województwie zachodniopomorskim, w powiecie wałeckim, w gminie Człopa.